# مايا هوفمان
مايا هوفمان هي راعية الفنون سويسرية، ولدت في 1956.

## روابط خارجية
- مايا هوفمان على موقع IMDb (الإنجليزية)
- مايا هوفمان على موقع IMDb (الإنجليزية)
- مايا هوفمان على موقع IMDb (الإنجليزية)
- مايا هوفمان على موقع مونزينجر (الألمانية)
- مايا هوفمان على موقع قاعدة بيانات الفيلم (الإنجليزية)